# Pierrade

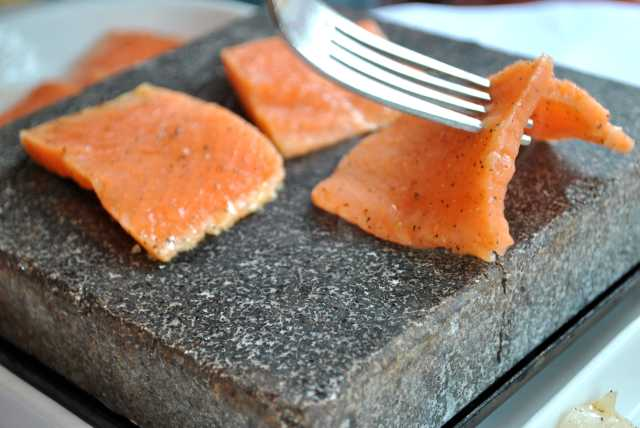
Carrés de saumon sur pierrade.

La cuisson à la pierre, également connue sous le terme de pierrade, désigne de nos jours un mode de cuisson convivial où chacun fait cuire de petites lamelles de nourriture crue sur une pierre chauffée et disposée sur une table.

## Historique et utilisation
Ce mode de cuisson, utilisé depuis la Préhistoire, est de nos jours apprécié car il ne nécessite pas d'ajout de matière grasse et préserve les saveurs. La pierrade est souvent associée aux repas d'hiver.

## Droit des marques
Tout comme « frigidaire » peut désigner un réfrigérateur, « pierrade » tend à devenir, en France, par antonomase, un synonyme de la cuisson sur pierre ainsi que de l'appareil de cuisson utilisé lors de cette cuisson. 
Cependant, « La pierrade » et « Pierrade » sont des marques déposées depuis 1986, et propriétés de la société CDI-Bauduret. Elles désignent des appareils de cuisson sur pierre, produits en exclusivité par l'entreprise Tefal. L’utilisation de ces marques nécessite une licence d'exploitation.
Des appareils similaires sont produits par de nombreux autres fabricants, sous des appellations diverses non soumises au droit des marques, comprenant les notions de pierre et de cuisson, telles que « pierre à griller » ou « pierre à cuire » par exemple.

## Dans la culture
La Pierrade, une chanson de Benabar, raconte les déconvenues d'un couple autour d'une pierrade.